# Vlčatín

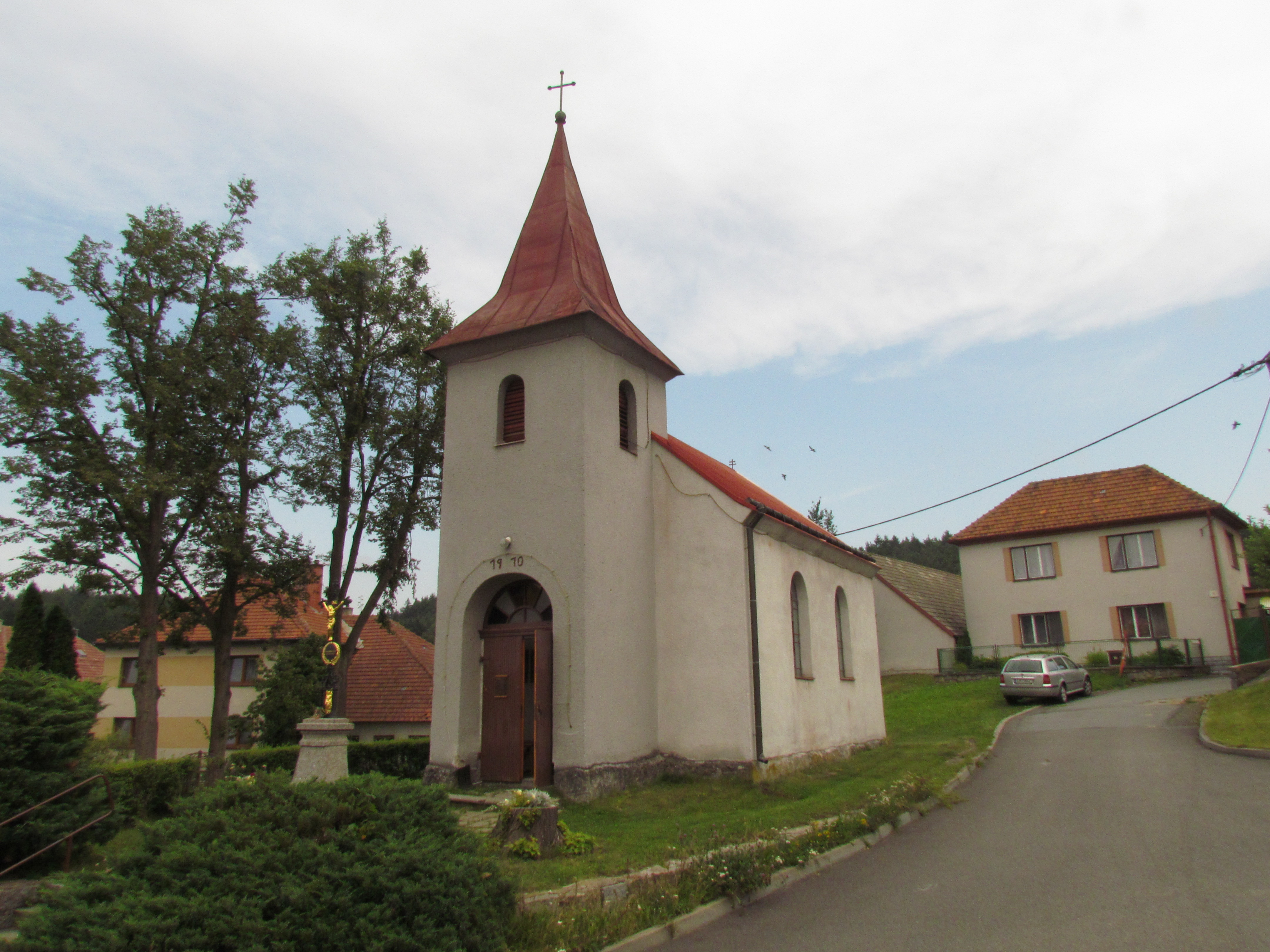
Kapelle Mariä Himmelfahrt

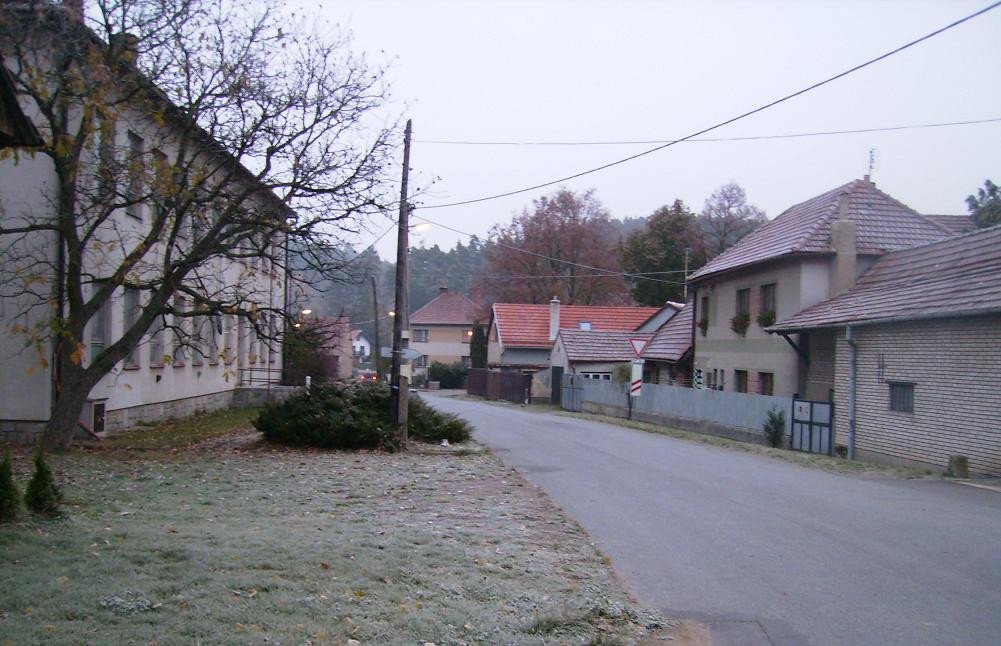
Ortszentrum

Vlčatín (deutsch Wlczatin, auch Wiltschatin, Wulschazin) ist eine Gemeinde in Tschechien. Sie liegt sieben Kilometer südwestlich von Velké Meziříčí und gehört zum Okres Třebíč.

## Geographie
Vlčatín befindet sich im Tal des Flüsschens Oslavička im Krischanauer Bergland (Křižanovská vrchovina) im Süden der Böhmisch-Mährischen Höhe. Nordwestlich erheben sich die Hügel Telečkov (604 m) und Hradisko (589 m), im Osten der Vlčatínský vrch (590 m) und im Westen die Babí hora (606 m). Durch das Dorf führt die Eisenbahnstrecke von Náměšť nad Oslavou nach Velké Meziříčí.
Nachbarorte sind Nový Telečkov im Norden, Oslavička im Nordosten, Rohy im Osten, Hodov im Südosten, Rudíkov im Süden, Hroznatín im Südwesten, Batouchovice im Westen sowie Bochovice im Nordwesten.

## Geschichte
Die erste schriftliche Erwähnung des zur Herrschaft Okarec gehörigen Dorfes Vlčatín erfolgte im Jahre 1296, als nach dem Tode von Ondřej von Okarec dessen Witwe den Besitz erhielt. 1417 war Vlček von Okarek Besitzer des Dorfes, ihm folgte Ondřej von Říčany. Dieser verkaufte Vlčatín an Mikuláš Něpr von Vojslavice auf Pozďatín. Im Jahre 1576 schlug der Besitzer der Herrschaft Namiescht, Johann d. Ä. von Žerotín († 1583), das Dorf dem Gut Batouchovice zu. 1790 standen in Vlčatín 21 Häuser, das Dorf hatte 135 Einwohner. 
Im Jahre 1842 bestand das im Iglauer Kreis gelegene Dorf Wlczatin bzw. Wlčatjn aus 26 Häusern, in denen 180 Personen lebten. Pfarr- und Schulort war Rudikau. Bis zur Mitte des 19. Jahrhunderts blieb Wlczatin dem mit der Fideikommissgrafschaft Namiescht verbundenen landtäflichen Gut Batauchowitz untertänig.
Nach der Aufhebung der Patrimonialherrschaften bildete Vlčatín ab 1850 einen Ortsteil der Gemeinde Rudíkov im Gerichtsbezirk Groß Meseritsch. Ab 1869 gehörte Vlčatín zum Bezirk Groß Meseritsch. 1881 veräußerte Heinrich von Haugwitz den Batauchowitzer Großgrundbesitz an Adolf Lieblich sowie die Brüder Heinrich und Ludwig Heller aus Iglau. 1887 entstand die Gemeinde Vlčatín. In den Jahren 1885 bis 1886 wurde die Lokalbahn von Studenec nach Velké Meziříčí errichtet. Im Jahre 1900 hatte das Dorf 215 Einwohner. Während eines in der Umgebung abgehaltenen Manövers weilten im Jahre 1909 die Kaiser Franz Joseph I. und Wilhelm I. in Wlczatin. Beim Zensus von 1921 lebten in den 37 Häusern der Gemeinde 224 Personen, davon 223 Tschechen. Im Zuge der Gebietsreform und der Aufhebung des Okres Velké Meziříčí kam die Gemeinde am 1. Juli 1960 zum Okres Třebíč. 

## Sehenswürdigkeiten
- Hügel Hradisko mit Überresten einer mittelalterlichen Befestigungsanlage, einem Kilometer nordwestlich des Dorfes. Auf dem Hradisko befand sich früher eine hölzerne Burganlage, die während der Hussitenkriege durch das Heer Jan Žižkas niedergebrannt wurde. Später wurde die Klippe als Wachposten genutzt und in Legenden die Burg als Kočičí hrádek (Katzenburg) bezeichnet.
- Kapelle Mariä Himmelfahrt, errichtet 1910 anstelle eines Vorgängerbaus
- Gedenkstein am Sterbeort des Dichters Jan Zahradníček, am Waldrand bei der Straße von Rudíkov nach Velké Meziříčí. Der schwer kranke Zahradníček verstarb kurz nach seiner Haftentlassung am 7. Oktober 1960 südwestlich des Dorfes an einem Erstickungsanfall.